# Asbjørn Halvorsen
Asbjørn Halvorsen (* 3. Dezember 1898 in Sarpsborg, Provinz Østfold; † 16. Januar 1955 in Narvik) war ein norwegischer Fußballspieler und -trainer. Er errang mit dem Hamburger SV zwei deutsche Meisterschaften und war zwischen 1935 und 1940 Trainer der norwegischen Nationalmannschaft.

## Spielerkarriere
Asbjørn „Assi“ Halvorsen begann mit dem Fußballspiel bereits 1909 bei Sarpsborg FK, dem führenden Verein seiner Heimatstadt. Schon als Jugendlicher wurde er in der ersten Mannschaft eingesetzt und war mit 18 Jahren bereits Kapitän. 1917 errang er mit dem Sieg im norwegischen Pokal seinen ersten Titel. Im Finale wurde Brann Bergen mit 4:1 besiegt, Halvorsen, der als Mittelläufer fungierte, steuerte dabei einen Treffer bei.
1918 debütierte Halvorsen in der norwegischen Nationalmannschaft mit einem Spiel gegen Schweden, das allerdings mit 0:2 verloren ging. 1920 nahm er mit Norwegen an den Olympischen Spielen teil, wo er mit der norwegischen Mannschaft eine britische Amateur-Auswahl mit 3:1 besiegen konnte.
Ein Jahr später musste Halvorsen, der Angestellter einer Schiffsmaklerfirma war, aus beruflichen Gründen nach Hamburg ziehen. Dort schloss er sich entgegen ersten Planungen dem Hamburger SV anstatt Altona 93 an. Bereits 1922, gleich in seiner ersten Saison, wurde er mit dem HSV norddeutscher Meister und erreichte nach Siegen über Titania Stettin (5:0) und den FC Wacker München (4:0) erstmals in der Vereinsgeschichte das Finale um die deutsche Meisterschaft. Nach zwei Unentschieden (2:2 und 1:1) gegen den 1. FC Nürnberg und einem Spielabbruch durch den Schiedsrichter wurde den Hamburgern am grünen Tisch der Titel zugesprochen, auf den der HSV jedoch verzichtete. 1923 sollte Halvorsen dann doch seinen ersten großen deutschen Titel gewinnen. Nachdem er mit dem HSV erneut norddeutscher Meister wurde, schlug man in der Endrunde um die deutsche Meisterschaft Guts Muts Dresden (2:0), den VfB Königsberg (3:2) und im Finale Union Oberschöneweide (3:0).
1923, nach lediglich 19 Spielen, trat Halvorsen von der Nationalmannschaft zurück. Grund war, dass durch seinen Aufenthalt in Hamburg es für ihn immer schwerer wurde, neben seinem Beruf (er war mittlerweile Inhaber einer Schiffsmakler- und Speditionsfirma) und dem Vereinsfußball auch noch für die norwegische Nationalmannschaft im weit entfernten Oslo zu spielen. Sein letztes Länderspiel bestritt er auf dem Hamburger Victoria Platz, wo ausgerechnet sein Teamkollege und direkter Gegenspieler Tull Harder das einzige Tor des Tages erzielte.
In Deutschland ging es für Halvorsen mit dem HSV nicht mehr ganz so erfolgreich weiter. Nachdem man 1924 im Finale der deutschen Meisterschaft an Nürnberg gescheitert war, gewann man nur noch 1925 die norddeutsche Meisterschaft.
Erst wieder 1928 konnte der nächste große Erfolg errungen werden. Nachdem er im Dress des HSV zum bereits fünften Mal norddeutscher Meister wurde, war man in der Endrunde nicht mehr zu stoppen. Man überrollte nacheinander den FC Schalke 04 (4:2), den VfB Königsberg (4:0), den FC Bayern München (8:2) und schließlich im Endspiel vor 42.000 Zuschauern im Altonaer Stadion Hertha BSC (5:2).
Bis 1933 gewann er mit dem HSV noch drei weitere norddeutsche Titel, ehe er wenige Monate nach der Machtergreifung der Nationalsozialisten Deutschland verließ und nach Norwegen zurückkehrte. Für Hamburg spielte er insgesamt 28-mal in Endrunden um die deutsche Meisterschaft, war einer der populärsten Spieler des HSV und einer der ersten ausländischen Stars im deutschen Fußball.

## Trainerkarriere
In Norwegen nahm er zunächst eine Trainerstelle bei seinem alten Verein Sarpsborg FK an, im Februar 1935 wurde er zusätzlich noch vom norwegischen Fußballverband NFF angestellt. Bereits drei Monate später war er Teamchef der norwegischen Auswahl und kehrte deshalb 1936 nach Deutschland zurück, um mit Norwegen an den Olympischen Spielen teilzunehmen. Nachdem das Achtelfinalspiel gegen die Türkei problemlos gewonnen werden konnte, traf man im Viertelfinale auf die Auswahl Deutschlands. Durch einen 2:0-Sieg warf man den Gastgeber aus dem Turnier und erreichte am Ende durch ein 3:2 über Polen den Bronzerang, was bis heute als größter Erfolg einer norwegischen Mannschaft gewertet wird.
Einen zweiten großen Erfolg feierte er mit der norwegischen Mannschaft mit der Teilnahme an der Fußball-Weltmeisterschaft 1938 in Frankreich. Dort scheiterte man in der ersten Runde nach einem großen Spiel mit 1:2 nach Verlängerung am späteren Weltmeister Italien. Nach 39 Spielen auf der Trainerbank beendete die Kriegserklärung Deutschlands an Norwegen im Jahre 1940 auch diese Karriere.

## Gefangenschaft und spätere Karriere
1940 marschierte die deutsche Wehrmacht in Norwegen ein und blieb bis Kriegsende 1945 als Besatzungsmacht. Halvorsen beteiligte sich im Widerstand gegen die deutsche Militärregierung. Er lehnte die Reformierung und Eingliederung des norwegischen Sports ab und verweigerte 1940 beim Pokalendspiel sogar Reichskommissar Josef Terboven und anderen Nationalsozialisten den Zutritt zur Ehrenloge, die für die königliche Familie reserviert war, die sich zu diesem Zeitpunkt bereits im Exil befand.
Im August 1942 wurde Halvorsen von der Gestapo verhaftet und zunächst in ein Gefängnis gesperrt, aber schon bald in das KZ Grini bei Oslo verlegt. Im Herbst 1943 kam Halvorsen in das KZ Natzweiler, von wo aus er zunächst in das Außenlager Neckarelz und am 5. Januar 1945 in das KZ Vaihingen verlegt wurde, auch dies ein Außenlager von Natzweiler, das zu dieser Zeit als Krankenlager diente. Hier war er als Revierleiter, dann als Revierschreiber eingesetzt. Am 5. April kamen die norwegischen Gefangenen mit Hilfe des schwedischen Roten Kreuzes nach Neuengamme.
Dort heißt es in einem Bericht über Halvorsen: „Der Mann, der sich im Frühjahr 1945 im Krankenlager des Konzentrationslagers befindet, ist mehr tot als lebendig. Er wiegt nicht mehr als 40 Kilogramm, leidet an Typhus, Pneumonie, Rheuma, Fieber und – natürlich Unterernährung. Die Lagerleitung verlegt ihn in die Todeszelle.“ Diesem Bericht stehen jedoch die Tatsache, dass Halvorsen während seiner Gefangenschaft stets privilegiert behandelt wurde, und die Schilderungen des Mithäftlings Odd Nansen gegenüber, der in seinem Tagebuch aus Neuengamme schilderte, Halvorsen sei „immer noch stark wie ein Bär, aber mitgenommen durch den Flecktyphus, den er gerade hinter sich hatte“.
Nach einer kurzen Behandlung in Schweden kehrte Halvorsen im Juni 1945 nach Norwegen zurück und wurde dort, wenn auch gesundheitlich angeschlagen, zum NFF-Generalsekretär berufen. Halvorsen setzte sich in seiner Dienstzeit vor allem für die Schaffung eines nationalen Ligasystems ein.
1951 heiratete er seine Frau Sigrid; die Ehe blieb kinderlos. Im Januar 1955 wurde er während einer Dienstreise für den NFF in einem Hotel in Narvik tot aufgefunden. Er wurde nur 56 Jahre alt und starb vermutlich an den Spätfolgen seiner KZ-Inhaftierung.

## Erfolge
als Spieler:

- Norwegischer Pokalsieger: 1917
- Deutscher Meister: (1922), 1923, 1928
- Norddeutscher Meister: 1922, 1923, 1924, 1925, 1928, 1929, 1931, 1932
- 19 Spiele für Norwegen zwischen 1918 und 1923

als Trainer:

- Bronzemedaille Olympische Spiele 1936
- WM-Teilnahme 1938